# Kasdi Merbah
 (mars 2023).
Si vous disposez d'ouvrages ou d'articles de référence ou si vous connaissez des sites web de qualité traitant du thème abordé ici, merci de compléter l'article en donnant les références utiles à sa vérifiabilité et en les liant à la section « Notes et références ».
Kasdi Merbah, de son vrai nom Abdallah Khalef, né le 16 avril 1938 à Fès au Maroc, au sein d'une famille originaire de Beni Yenni en Kabylie, et mort assassiné le 21 août 1993 à Alger, est un militaire et homme d'État algérien.
Ancien patron de la Sécurité militaire, il joue un rôle essentiel au sein du pouvoir algérien de 1962 aux années 1979. Il occupe plusieurs postes ministériels dans les années 1980, devient chef du gouvernement de l'Algérie du 5 novembre 1988 au 9 septembre 1989 avant d'être limogé, il crée en 1990 son propre parti, le Mouvement algérien pour la justice et le développement (MAJD) et se montre très critique vis-à-vis du régime. Œuvrant pour un rapprochement entre les islamistes et le pouvoir, il est assassiné pour des raisons qui demeurent inexpliquées.

## Biographie

### Famille et enfance
Kasdi Merbah est né au Maroc le 16 avril 1938 d'une famille originaire du village d'Aït Lahcéne, commune de Ait Yenni, dans les hauteurs de Tizi Ouzou.

### Guerre d'indépendance
Membre de l'Union générale des étudiants musulmans algériens (UGEMA) et militant du Front de libération nationale (FLN), il participe à la grève générale des étudiants le 19 mai 1956 puis s'engage dans l'Armée de libération nationale (ALN) en Wilaya V. Il y navigue dans le sillage de deux fortes personnalités : Abdelhafid Boussouf, né pour l'action secrète, et Houari Boumédiène, sorte de maréchal de l'ALN ; le premier a créé le réseau de renseignements et de contre-espionnage du FLN et le second a gravi les échelons de la hiérarchie à la vitesse d'un météore.
Affecté au ministère de l'Armement et des Liaisons générales (MALG) dirigé par Boussouf, il fait partie de la jeune garde surnommée « Boussouf boys ». Il appartient également à la première promotion de cadres militaires formés par le KGB à Moscou,Russie appelée « Tapis rouge ». Chef du service des renseignements du MALG auprès de l'État-major général en février 1960 à Ghardimaou (frontière tunisienne) il participe en tant qu'expert militaire aux négociations algéro-françaises des Rousses (Jura) en 1961, puis à celles de février-mars 1962 qui aboutirent aux accords d'Évian.
Formé à l'école de Boussouf, il se range dès le début dans le camp de Boumédiène au cours de la crise de l'été 1962. À ce titre, il préside et coordonne le retour des archives du MALG des frontières marocaines et tunisiennes à Alger, qui serviront de base de la création et à l'organisation de la fameuse Sécurité Militaire (SM), l'ancêtre du Département du Renseignement et de la Sécurité (DRS).

### Au lendemain de l'indépendance
Patron incontesté de la Sécurité militaire (SM) d'octobre 1962 à février 1979, proche et fidèle collaborateur de Boumédiène, il participe activement au coup d'État du 19 juin 1965. Au moment de l'agonie de Boumédiène, il était responsable de tous les services de sécurité : police, gendarmerie et sécurité militaire, ce qui explique son rôle déterminant dans le processus de transition.

### Sous la présidence Chadli
En janvier 1979, il sort de l'ombre en apportant son soutien au colonel Chadli, qui l'emporte sur ses principaux concurrents. Vice-président du comité central, il abandonne ses fonctions à la tête de la Sécurité militaire pour devenir le 5 mai 1979 secrétaire général du ministère de la Défense nationale. Promu colonel le 28 juillet 1979, il perd cependant son siège au Bureau politique du FLN, réduit de 17 à 7 membres, mais conserve ses fonctions au ministère de la Défense.
Lors du remaniement du 15 juillet 1980, Merbah est mis sur la touche. Il quitte le poste-clé de secrétaire général du ministère de la Défense pour devenir vice-ministre de la Défense, chargé de la logistique et des industries militaires, jusqu'au 12 janvier 1982, date à laquelle il est nommé ministre de l'industrie lourde. Le 16 janvier 1984, il réintègre le Bureau politique comme membre suppléant et le 22 janvier suivant, il passe de l'industrie lourde à l'agriculture et à la pêche, où il élabore la libéralisation des « domaines agricoles socialistes », transformés en « exploitations agricoles collectives » ou individuelles, statut qui ouvre la voie à une privatisation ultérieure.
Membre de la commission d'enrichissement de la Charte nationale en 1986, inspirateur du voyage de Chadli aux États-Unis, président de la commission chargée des institutions, il perd le ministère de l'Agriculture et obtient le 15 février 1988 celui moins important de la santé. Technicien hors pair depuis l'époque de Boussouf, Kasdi Merbah est un pur produit du FLN. Pendant longtemps, il fut l'un des barons du boumédiénisme et l'un des piliers des différents gouvernements.
Au lendemain des émeutes d'octobre 1988, il est chargé par le président le 5 novembre 1988 de former un nouveau gouvernement. Conformément aux nouvelles dispositions constitutionnelles adoptées par référendum le 3 novembre précédent, il prend le titre de chef du gouvernement, qui remplace celui de Premier ministre que portait son prédécesseur Abdelhamid Brahimi. Efficace et méthodique, il est cependant limogé le 9 septembre 1989, moins d'un an après sa nomination à la tête du gouvernement pour « tiédeur » dans la mise en œuvre des réformes. Son renvoi manque d'ouvrir une crise politique grave au sein du pouvoir, après qu'il eut opposé au président Chadli des arguments juridiques.

### Départ du gouvernement
Il est remplacé par Mouloud Hamrouche. Après plusieurs mois de réflexion, Merbah s'adresse le 14 mai 1990 aux militants FLN de Tizi Ouzou pour évoquer la crise de ce parti et montrer pour la première fois son intérêt pour la langue berbère. Le 8 octobre, il se sépare du FLN, un parti où il a milité pendant 34 ans en démissionnant du Comité central. Un mois plus tard, le 5 novembre 1990, il dépose au ministère de l'Intérieur le dossier d'agrément de son propre parti, le Mouvement algérien pour la justice et le développement (MAJD) qui obtient son agrément le 5 janvier 1991 et dont il est secrétaire général. Il ne s'est jamais attaqué au Front islamique du salut (FIS) et conserve même des contacts aussi solides que discrets avec les représentants de plusieurs courants de l'ex-parti islamiste. Il va tenter de les amener à une table de négociation. Une opération complexe qui va lui coûter la vie. Le 25 juillet 1993, il arrive à un accord avec ses interlocuteurs du FIS dissous sur un projet de processus de retour à la paix et à la réconciliation nationale qui devait être soumis aux autorités du pays.

### Assassinat
Le 21 août 1993, à 19 heures, il est assassiné à Bordj El Bahri, en compagnie de son fils cadet Hakim (25 ans), le chauffeur Hachemi Ait Mekidèche (30 ans), son frère Abdelaziz (42 ans) et son garde du corps Abdelaziz Nasri. Les raisons précises de son assassinat et ses instigateurs demeurent inconnus du public. Un seul officiel du régime, Daho Ould Kablia, sera présent lors de son enterrement. La famille considère que l'enquête a été « bâclée » et avance qu'il fut éliminé « par un clan du pouvoir, hostile à sa démarche de réconciliation » entre le FIS et le pouvoir.
Selon le journal Jeune Afrique, le meurtre de Kasdi Merbah qui survient quelques mois après celui du président Mohamed Boudiaf accélère le pays dans la voie de la guerre civile.